# Šimon Gelenius Sušický
Šimon Gelenius Sušický (též Jelenius či Jelenský; před 1570 Sušice – 17. srpna 1599) byl český básník, překladatel a autor první česky psané příručky o logice.
Pravděpodobně se narodil jako syn Jana Jelena v Sušici. K roku 1581 je zaznamenáno jeho studium na škole na Malé Straně, kde se stal žákem Jana Hovorina. 28. srpna 1591 byl jmenován bakalářem na Karlově univerzitě. V letech 1592–1597 vykonával úřad rektora městské školy v Českém Brodě, kde vyučoval syny tamních význačných měšťanů. V roce 1596/1597 se vrátil do Sušice, aby se zde oženil s Annou Jaroslavovou. Zemřel 17. srpna 1599 kvůli nákaze morem.
Gelenius sepsal české pojednání o logice a rétorice, ve kterém se inspiroval francouzskými mysliteli Petrem Ramem a Omerem Talonem. Věnoval jej svým žákům z českobrodské školy. V tomto spisu Gelenius rovněž usiloval o vytvoření českého filozofického názvosloví. Spis Gelenius rozdělil do dvou částí, v první části vysvětluje, jak správně argumentovat, zatímco v druhé uvádí, jak vyvozovat závěry z různých druhů. Později byla s doplňky v roce 1926 vydána Čestmírem Stehlíkem. Mezi lety 1590–1597 také napsal překlad Ciceronova díla Paradoxa Stiocorum. Dle zápisu Jana Campana Vodňanského do češtiny překládal Gelenius i žalmy, ty se však nedochovaly.